# Rue Gérardrie
La rue Gérardrie est une rue piétonne du centre de Liège reliant à la place Saint-Lambert à la place Saint-Étienne.

## Odonymie
Le nom Gérardrie trouve son origine chez un propriétaire du lieu se nommant Gérard : Gérard, curé de Saint-Gangulphe au XIIe siècle, Gérard de Bourgogne, chanoine de Saint-Lambert au XIe siècle ou Gérard, banquier lombard du XIVe siècle. La rue donna son nom à une galerie commerçante qui se dressait jusqu'au début des années 2000 sur l'actuelle place Saint-Étienne, la galerie Gérardrie. Le bâtiment fut détruit lors du réaménagement du quartier et des travaux des Galeries St-Lambert.

## Description
La rue Gérardrie est une vieille rue de la ville de Liège qui remonte au XIe siècle. Au XXe siècle, située derrière le Grand Bazar, c'est une des artères les plus fréquentées.

## Patrimoine
Au no 25, une enseigne en pierre sculptée « Au paradis terrestre » représente Adam et Ève entourant l'arbre de la connaissance du bien et du mal sur lequel s'enroule le serpent tentateur. Dès le XVIe siècle, la famille de libraires et imprimeurs Hovius s'établit en Gérardrie. Cette enseigne a été reproduite par les Hovius, comme marque distinctive, sur les ouvrages imprimés. De part et d'autre de l'enseigne figurent les armoiries des familles Hovius et Streel,.
En 1959, ce bâtiment, au no 25, est classé Patrimoine culturel immobilier de la Wallonie.